# هرمان گورینگ
هرمان ویلهلم گورینگ (به آلمانی: Hermann Wilhelm Göring) (۱۲ ژانویه ۱۸۹۳ – ۱۵ اکتبر ۱۹۴۶) سیاستمدار، خلبان، رهبر نظامی آلمانی در دوره رایش سوم و از اعضای قدرتمند و پرنفوذ حزب ناسیونال سوسیالیست کارگران آلمان بود که بین سال‌های ۱۹۳۳ تا ۱۹۴۵ بر آلمان حکومت کرد. او یکی از برترین خلبانان تک‌خال نیروی هوایی امپراتوری آلمان در جریان جنگ جهانی اول به حساب می‌آمد و نشان پور لو مریت را دریافت کرد. پس از تسلیح مجدد آلمان، گورینگ سمت فرماندهی عالی لوفت‌وافه را از بدو ایجاد آن در سال ۱۹۳۵ تا روزهای پایانی جنگ جهانی دوم که پایان حکومت حزب ناسیونال سوسیالیست بود، برعهده داشت. در این مدت به عنوان تنها فرد در نیروهای مسلح به درجه رایشس‌مارشالی، عالی‌ترین درجه در ورماخت نائل آمد.

## سال‌های اولیه
هرمان گورینگ روز ۱۲ ژانویه سال ۱۸۹۳ در روزنهایم در بایرن زاده شد. پدرش، هاینریش ارنست گورینگ، یک صاحب‌منصب در مستعمرات امپراتوری آلمان بود که مدتی فرمانداری آفریقای جنوب غربی را بر عهده داشت و هنگام تولد هرمان سر کنسول آلمان در هائیتی بود. هرمان از همان کودکی به نظامی‌گری علاقه نشان می‌داد و با لباس نظامی سواره‌نظام که پدرش به او داده بود و شمشیر و کلاه دوستان پدرش بازی می‌کرد. گورینگ وارد دانشکده افسری کارلسروهه شد و سال ۱۹۱۰ به دانشسرای نظامی گروس‌لیشترفلده در نزدیکی برلین رفت. به راحتی در آزمون نهایی در ماه مارس سال ۱۹۱۱ قبول شد. طبق ادعای خودش، این قبولی با کسب نمره ۲۳۲، حدود ۱۰۰ نمره بیش از مقدار مورد نیاز و بیشترین نمره در تاریخ دانشسرا، حاصل گشت. اسناد دوره تحصیل او نیز نشان‌گر نمره‌های بالا در دروس مختلف از جمله نمره «عالی» در درس جغرافیا است. پس از این آزمون سفری به ایتالیا داشت و از نقاط مختلف آن دیدن کرد.
گورینگ ماه مارس سال ۱۹۱۲ در رسته پیاده‌نظام وارد خدمت در نیروی زمینی امپراتوری آلمان شد. ماه دسامبر سال ۱۹۱۳ آزمون‌های افسران را گذراند. گورینگ اوقات فراغت خود را صرف مشاهده پروازهای آزمایشی هواگردهای جدید در پایگاه هوایی هابسهایم می‌کرد. روز ۲۰ ژانویه سال ۱۹۱۴ به یک هنگ پیوست.

## جنگ جهانی اول
با غارت شدن مدارک شخصی از قطار اختصاصی او در ماه مه سال ۱۹۴۵ اطلاعات موثق چندانی از عملکرد او در جنگ جهانی اول در دست نیست. اسنادی که هم‌اکنون در دست نیروی زمینی ایالت متحده است، نشان می‌دهد که او هنگام آغاز جنگ در ماه اوت سال ۱۹۱۴ در هنگ ۱۱۲ بادن در ناحیه ماولهاوزن در نزدیکی مرز فرانسه بود. این ناحیه قسمت آرامی از خط مقدم به حساب می‌آمد و گورینگ مشارکت اندکی به عنوان فرمانده یک دسته در نبردهای نواحی ووژ و لورن و سپس به عنوان آجودان یک گردان در درگیری‌های ناحیه فلیره صورت داد. در این مدت نشان درجه ۲ صلیب آهنین را دریافت کرد. تنها پس از پنج هفته از آغاز جنگ به جهت التهاب مفصل روز ۲۳ سپتامبر از خط مقدم به متس و از آن‌جا برای معالجه به جنوب آلمان منتقل شد.
گورینگ هنگام گذراندن دوران نقاهت در فرایبورگ با برونو لورتسر، افسری از نیروی زمینی که در حال دیدن آموزش پرواز بود، رابطه دوستی برقرار کرد. تحت تأثیر لورتسر، با یادآوری علاقه به پرواز، گورینگ درخواست ورود به دوره دیده‌بان هوایی را داد. با لورتسر به دارمشتات رفت و این دوره را در گردان ۳ هوایی ذخیره گذراند. گورینگ همچنین یک دوره سریع کد نگاری رادیو و مورس را دید. تا ماه ژوئن سال ۱۹۱۵ نقش دیده‌بان لورتسر را داشت. در این مدت با انجام یک پرواز شناسایی بر فراز آتشبار زرهی دشمن در ناحیه کوت دو تلون، روز ۲۵ مارس نشان درجه یک صلیب آهنین را از شخص ویلهلم، ولیعهد آلمان به عنوان فرمانده ارتش پنجم، دریافت کرد. ویلهلم بعدها گورینگ را دارای «حرارت و غیرت آشکار» توصیف کرد.
گفته می‌شود او به خرج خودش آموزش خلبانی را گذرانده‌است. به هر صورت اسنادی نشان‌گر آن است که اواخر ماه ژوئن سال ۱۹۱۵ از طرف نیروی هوایی به دانشکده آموزش پرواز فرستاده شد و میانه ماه سپتامبر به ارتش پنجم بازگشت. گورینگ نخستین سورتی عملیاتی خود به عنوان خلبان جنگنده را روز ۳ اکتبر سال ۱۹۱۵ به انجام رساند. روز ۱۶ نوامبر با ساقط کردن یک هواگرد فارمن در تئور در شمال شرقی فرانسه به نخستین پیروزی هوایی خود دست یافت. گورینگ در جریان نبرد وردن که از ماه فوریه سال ۱۹۱۶ آغاز شد، با یک هواگرد آاگ پرواز می‌کرد. او با این جنگنده پرسرعت، روز ۱۴ مارس یک بمب‌افکن فرانسوی را سرنگون نمود. روز ۲۰ ژوئن یک هواگرد جدید هالبرشتات به او تعلق گرفت. از روز ۹ ژوئیه سورتی‌هایی از متس بر فراز خط مقدم ارتش سوم آلمان صورت داد. پیروزی‌های هوایی او به مرور افزایش یافت. روز ۱۳ ژوئیه یک هواگرد دو موتوره کودرون را بر فراز مامه ساقط کرد. سه ماه آینده در چند یگان، از جمله اسکادران ۷ شکاری، جابه‌جا شد. به درخواست خود و با مجوز ولیعهد، روز ۲۰ اکتبر به همراه لورتسر به اسکادران ۵ شکاری منتقل گشت. در این موقعیت عموماً پروازهایی در محافظت از بمب‌افکن‌ها انجام می‌داد. روز ۲ نوامبر در درگیری با یک بمب‌افکن بریتانیایی هندلی پیج، یک گلوله مسلسل به ران پای گورینگ اصابت کرد. به هر صورت توانست هواگرد آسیب‌دیده خود را به خطوط خودی بازگرداند و در گورستان فرود سخت کند. چهار ماه بعدی را بیمارستان‌هایی در والنسین، بوخوم و مونشن گذراند. میانه ماه فوریه سال ۱۹۱۷ مجدداً به عنوان خلبان جنگنده عازم خدمت این بار در اسکادران ۲۶ شکاری در آلزاس علیا شد. به گزارش خودش، روز ۱۶ مارس در هواگرد آلباتروس با حمله به سه هواگرد نیوپورت دشمن دو فروند از آن‌ها را سرنگون ساخت. روز ۲۳ آوریل یک هواگرد دوباله بریتانیایی را شمال غربی آراس منهدم کرد. پنج روز بعد در داگ‌فایت با شش هواگرد بریتانیایی ساپ‌ویت یکی از آن‌ها را ساقط نمود. روز ۲۹ آوریل یک هواگرد نیوپورت دیگر هم قربانی او شد. همان روز تیراندازی یک هواگرد تک‌سرنشین دشمن سکان هواگرد گورینگ را از جا کَند. روز ۱۷ مه فرماندهی اسکادران ۲۷ شکاری در پایگاه ایزژم در بلژیک به او سپرده شد. روز ۸ ژوئن در یک درگیری هوایی طولانی که موجب صرف ۵۰۰ فشنگ شد، یک هواگرد نیوپورت را سرنگون کرد.
شکست آلمان در جنگ جهانی اول، مانند بسیاری دیگر از نظامیان آلمانی، موجب سرخوردگی و سرگردانی گورینگ گشت. هنگامی که بی‌پول از جبهه به خانه بازگشت نامزدش که از طبقه بالای اجتماعی بود، سال ۱۹۱۹ از او جدا شد.

## دوره میان‌دوجنگ
در بستر مسائل اجتماعی-سیاسی پس از جنگ که موجب ظهور تفکرات تند ملی‌گرایانه در آلمان شد، گورینگ به شکل راسخی به این عقیده رسید که شکست در جنگ به جهت خیانت و خنجری بود که سوسیالیست‌ها از پشت به آلمان زدند. او محافظه‌کار نبود اما با احساسات عمیق ملی‌گرایی با دنیای جمهوری وایمار احساس بیگانگی می‌کرد. در دو ساله پس از جنگ به مطالعه رساله‌های سیاسی پرداخت و در اجتماعات فرای‌کور حضور یافت. او که هنوز چندان وارد مسائل سیاسی نشده بود، مدتی به دانمارک و سوئد سفر کرد. به اصرار کارین، نخستین همسرش که اهل سوئد بود، به آلمان بازگشت و قصد ورود فعالانه به سیاست کرد؛ نه در احزاب سیاسی متعارف زمان بلکه برای ایجاد جنبش‌های سیاسی جدید.

### کودتای مونشن و تبعید
گورینگ شروع به تحصیل در رشته تاریخ و علوم سیاسی دانشگاه مونشن نمود. سال ۱۹۲۲ برای نخستین بار با آدولف هیتلر دیدار کرد. در گفت‌گویی که با او داشت با جهان‌بینی هیتلر آشنا شد. آنچه گورینگ را جذب ناسیونال سوسیالیسم می‌کرد توانایی هیتلر در بیان حس بیگانگی و سرخوردگی از حاکمان زمانه بود. گورینگ به جهت سابقه خوب نظامی‌گری از طرف هیتلر به عنوان رهبر اس‌آ، نیروی شبه‌نظامی حزب، انتخاب شد. به شکل مناسبی تا کودتای ناموفق مونشن در ماه نوامبر سال ۱۹۲۳ در این سمت باقی‌ماند. در جریان این کودتا با اصابت گلوله به ران پای راست مجروح شد. گورینگ که در بایرن تحت تعقیب بود، مجدداً آلمان را ترک کرد. در مدت این تبعید خود خواسته در ایتالیا و سوئد، رابطه او با هیتلر ضعیف و تقریباً گسسته شد. زندگی سختی را از نظر مالی گذراند. زخمی که در جریان کودتا برداشته بود گورینگ را به سمت اعتیاد به مورفین کشاند. پس از بهبودی در سوئد، سال ۱۹۲۴ در ایتالیا از طریق روابطی که در حزب فاشیست برقرار کرده بود، با بنیتو موسولینی دیداری داشت. همچنان به مطالعه سیاسی ادامه داد و بدون تغییر چندانی، در عقایدش سفت‌وسخت‌تر شد.
پس از ترک اعتیاد و با فرصت عفو صادر شده، سال ۱۹۲۷ به آلمان بازگشت. دوباره به نزد هیتلر رفت و به حزب ناسیونال سوسیالیست پیوست. به عنوان فروشنده محصولات شرکت ب‌ام‌و در برلین مشغول به کار شد.

### رشد سیاسی
در سفری که هیتلر اوایل سال ۱۹۲۸ از مونشن به برلین داشت گورینگ توانست او را متقاعد کند که از جانب حزب ناسیونال سوسیالیست نامزد انتخابات رایشس‌تاگ در مه ۱۹۲۸ شود. او به عنوان یکی از دوازده کرسی کسب‌شده توسط این حزب، وارد رایشس‌تاگ شد. از این زمان بود که گورینگ مرتبه‌ای از اهمیت برای خود در حزب دست‌وپا کرد. او در این زمان با بهره‌گیری بیشتر از آگاهی نسبت تحولات کشور، نقش یکی از رابطان حزب و سایر گروه‌های سیاسی را ایفا می‌کرد. نقشی از آن با عنوان «سفیر» حزب یاد شده‌است. این مسئله سبب می‌شد دخالت کمتری در امور داخلی حزب داشته باشد. به هر صورت روابط مهمی که گورینگ با نیروهای دیگر به ویژه محافظه‌کاران و فعالان اقتصادی ایجاد می‌کرد به دنبال ایجاد پایگاه مردمی برای حزب و به دست آوردن رای آن‌ها بود. او سال ۱۹۳۲ به عنوان رئیس رایشس‌تاگ برگزیده شد تا جایگاه بهتری برای پیشبرد اهداف پیشین داشته باشد.
گورینگ در ۱۹۳۳ وزیر امور داخلی پروس بود و در آن سال نقشی مهم در دستگیری و شکنجهٔ کمونیست‌ها و سوسیالیست‌ها داشت.

## لوفت‌وافه
گورینگ در ۱۹۳۵ فرمانده لوفت وافه شد.

### جنگ جهانی دوم
گورینگ و دیگر افسران ارشد نگران این بودند که آلمان هنوز برای جنگ آماده نیست. اما هیتلر به عنوان رهبر اعتقاد داشت که پیروزی ممکن است. حمله به لهستان، عمل شروع‌کنندهٔ جنگ، در سپیده دم ۱ سپتامبر ۱۹۳۹ آغاز شد. بعد از آن روز هیتلر گورینگ را به عنوان جانشین پیشوای کل آلمان اعلام کرد. در ابتدا پیروزی‌های آلمان یکی پس از دیگری به ارمغان می‌آمد. با کمک لوفت وافه، نیروی هوایی لهستان در عرض یک هفته شکست خورد. فرودگاه حیاتی نروژ در Fallschirmjäger کشف شد وEben Emael اسیر گشت. عدم موفقیت لوفت وافه، وسعت گرفتن حملات هوایی متفقین بر آلمان، و اعتیاد گورینگ را از عوامل سقوط وی دانسته‌اند. گورینگ تا سال ۱۹۴۵ کم و بیش همهٔ پست‌ها و نفوذ خود را از دست داده بود.
ترفیع درجه
- ۲۰ ژانویه ۱۹۱۴: ستوان دوم
- ۱۸ اوت ۱۹۱۷: ستوان یکم
- ژوئن ۱۹۲۰: سروان
- ----: سرگرد
- ----: سرهنگ دوم
- ----: سرهنگ
- ۱۹۳۳: سرتیپ
- ----: سرلشکر
- مه ۱۹۳۵: سپهبد (ژنرال نیروی هوایی)
- ۲۰ آوریل ۱۹۳۶: ارتشبد
- ۴ فوریه ۱۹۳۸: فیلدمارشال
- ژوئیه ۱۹۴۰: رایشس‌مارشال

بالاترین درجه نظامی ورماخت که از جهت برابری نظامی یک درجه پایین‌تر رایشس‌فورر و یک درجه بالاتر از فیلدمارشال بود با عنوان «رایشس‌مارشال» فقط به گورینگ اعطا شد.

## محاکمه و مرگ
هرمان گورینگ در همین سال، پس از پایان جنگ و شکست آلمان، در دادگاه نورنبرگ محاکمه و به اعدام با طناب دار محکوم شد. رایشس‌مارشال هرمان گورینگ سال ۱۹۴۶ و پیش از آن که هنگام اعدامش فرا رسد، در زندان با شکستن کپسول سیانور مخفی نموده در دهانش، بر عمر خود پایان داد.

## زندگی شخصی
هرمان گورینگ به عنوان نهمین فرزند از ده فرزند پدرش، حاصل از دومین ازدواج او بود. هنگام تولد هرمان، پدرش در مأموریتی در هائیتی به سر می‌برد. پدرش هنگام تولد هرمان ۶۴ سال داشت. پدر او پروتستان و مادرش کاتولیک بودند. با بازگشت مادرش شش هفته پس از تولدش به جزایر کارائیب، گورینگ ۳ سال از دوران نوزادی خود را تحت مراقبت یکی دوستان او در نزدیکی نورنبرگ گذراند. با بازگشت مجدد والدینش به آلمان، خانواده گورینگ در سال ۱۸۹۶ به برلین نقل مکان کردند و سپس در قلعه وِلدِنشتاین متعلق به یکی از دوستان پدرش، در نزدیکی نورنبرگ ساکن شدند. با وجود این که همانند پدرش او نیز پروستان به حساب می‌آمد، سال چهارم را به جهت نزدیکی آن به قلعه، در یک مدرسه کاتولیک تحصیل کرد. سال ۱۹۰۵ به یک مدرسه شبانه‌روزی در آنسباخ فرستاده شد و سه سال را به شکل سختی در آن گذراند. گفته می‌شود این دوره اثر بدی بر روحیه او گذاشت. گفته شده‌است از ورزش‌های گروهی اجتناب می‌کرد و ترجیح می‌داد به ورزش‌های انفرادی چون تنیس و کوهنوردی بپردازد.